# Batalion Savoia
Batalion "Savoia" (wł. Battaglione "Savoia", ros. Батальон "Савойя") – ochotniczy włoski oddział wojskowy o charakterze antybolszewickim działający w czasie wojny domowej w Rosji.
Oddział został sformowany latem 1918 roku w rejonie Samary z inicjatywy Andrei Compatangelo. Był on prawdopodobnie włoskim przedsiębiorcą, pochodzącym z Benewentu, który prowadził interesy w carskiej Rosji. Udało mu się doprowadzić do uwolnienia z niewoli rosyjskiej ok. 300 Włochów, służących podczas I wojny światowej w armii austro-węgierskiej. Zostali oni umundurowani i uzbrojeni w broń pochodzącą z okolicznych magazynów wojskowych. Andrea Compatangelo, który ogłosił się kapitanem, zarekwirował pociąg, którym Włosi skierowali się Koleją Transsyberyjską w kierunku Władywostoku. Działając wespół z oddziałami Korpusu Czechosłowackiego, Włosi uwalniali z władzy bolszewików kolejne miejscowości (m.in. Krasnojarsk, którym rządzili przez półtora miesiąca). Jednocześnie dołączali do składu Batalionu kolejnych pobratymców. Na obszarze Mandżurii pociąg zamierzało przejąć wojsko chińskie. Włosi zagrozili incydentem międzynarodowym i w ten sposób udało im się udaremnić plany Chińczyków. Po dotarciu do Władywostoku po okresie 6 miesięcy żołnierze Batalionu zostali przeniesieni do Tiencinu, gdzie szkolił się Legion Wyzwolenia Syberii majora Cosmy Manera. Andrea Compatangelo powrócił natomiast statkiem do Włoch.